# 森下直人
森下 直人（もりした なおと、1960年（昭和35年）6月10日 - 2003年（平成15年）1月9日）は、日本の実業家。愛知県名古屋市出身。元株式会社ドリームステージエンターテインメント（DSE）代表取締役社長。

## 来歴・人物

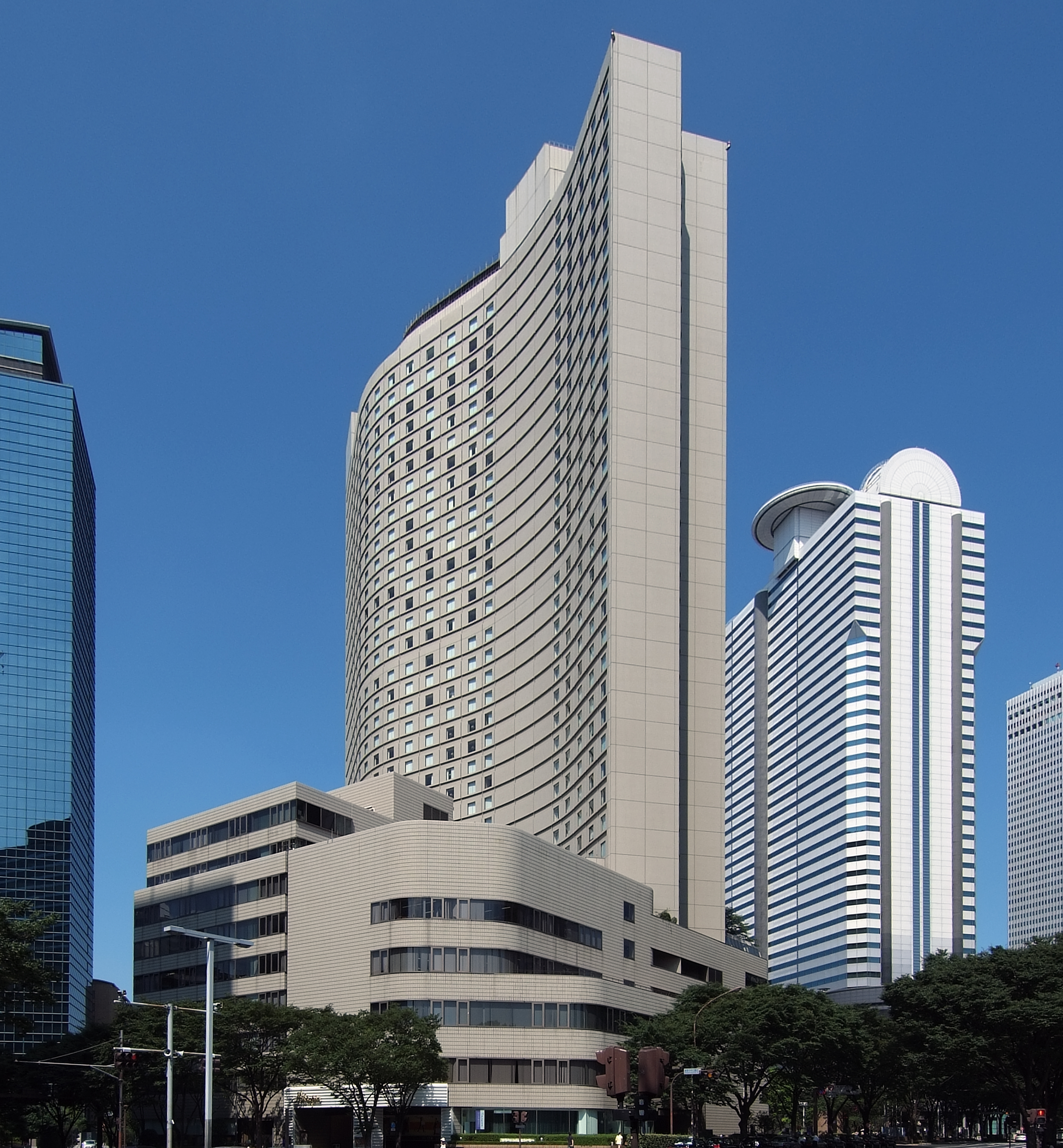
森下が自殺した場所とされるヒルトン東京（東京都新宿区）

東海大学卒業。大学ではマスメディアを専攻。経営学博士号を持つ。家電量販店エイデン（現エディオン）に入社。店頭販売で抜群の実績を上げ、34歳で広告宣伝部門を子会社化したハドックの代表取締役に就任。パーフェクTV!（現スカパーJSAT）の設立に関わったことがPRIDEとの接点になる。
KRS時代のPRIDEでは、興行側とテレビ局の間に調整役をこなし、KRS解散後はDSEの社長としてその手腕を振るうことが期待された。1999年（平成11年）1月にDSEを設立した後は、PRIDEも徐々に軌道に乗り始め、ますます発展していく矢先の2003年（平成15年）1月9日未明、投宿していたホテルの浴室内で首を吊って死亡しているのが発見された。警視庁は検死の結果、事件性がなく自殺と判断。
1月16日に、東京都港区の青山葬儀所で社葬が行われた。2000年（平成12年）に再婚した妻と1歳の長女を遺している。
学生時代にボクシングを齧っていたが、格闘技自体には愛着がないことを公言し、日本発の世界に通用するコンテンツとして可能性があるからやっているだけ、と常にビジネスライクに語っていた。しかし死去一日前の際に行われた記者会見では、これからのPRIDEの展望を、長時間に渡って熱弁していた。その為DSE関係者は「あれだけこれからの情熱に燃えていた人がなぜ急に自殺を?」と首を傾げていた。
また、業界屈指の好人物として知られ、人柄を慕う関係者も多かった。

## 著書
- 大浦淳司・著 『これが勝ち組! 12人の成功プロセスだ』 ビジネス教育出版社 2001年（平成13年）6月 ISBN 4-8283-0018-X
  - インタビュー「まず人と出会うことから始まる」 を収録
- アントニオ猪木・著 『非常識』 河出書房新社 2002年（平成14年）6月 ISBN 4-309-26564-2
  - 対談「ビジネスそしてエンターテインメント」 を収録